# 丸岡町
丸岡町（まるおかちょう）は、かつて福井県坂井郡に属していた町。加越山地と福井平野北東部を占めていた。中心市街は丸岡城の城下町として発展した。
2006年3月20日に坂井郡内3町と合併して坂井市丸岡町となった。

## 概要
福井県の北部に位置していた。県内の町で最多の人口を有しており、唯一3万人を超えていた。南隣にある福井市のベッドタウンとして住宅地の開発などにより増加を続けていた。
日本一短い手紙と呼ばれる「一筆啓上 火の用心 お仙泣かすな 馬肥やせ」は、戦国武将本多重次が息子仙千代、後の初代丸岡藩主本多成重のために送ったものである。このことから、「一筆啓上」の発信地として、1993年に全国初の手紙のコンクールとして一筆啓上賞が始まった。この一筆啓上賞は全国の自治体主催の公募イベントの先駆であり、全国で同じような公募が行われるきっかけとなった。
福井県立丸岡高等学校サッカー部を始めとした県内強豪チームが各年代存在しており、福井県ではサッカー処として知られている。

## 地理
西部は福井平野、東部の竹田地区は山に囲まれている。
- 河川: 竹田川、九頭竜川

### 隣接していた市町村
- 福井県
  - 福井市
  - 春江町
  - 坂井町
  - あわら市
  - 勝山市
  - 永平寺町
- 石川県
  - 加賀市

## 歴史
- 継体天皇が即位前に住んでいたと言われる。町内の女形谷（おながたに）の地名はこの即位により「御名が谷」と呼ばれるようになったものが変化したとされる。
- 1947年（昭和22年）10月26日 - 昭和天皇の戦後巡幸。平章小学校に奉迎を行う町民ら約1万人が集まる[3]。
- 1948年（昭和23年）6月28日発生の福井地震の震源地である。

### 沿革
- 1889年（明治22年）4月1日 - 町村制の施行により、坂井郡丸岡町の区域の一部（丸岡富田町、丸岡谷町、丸岡石城戸町、丸岡巽町、丸岡本町、丸岡上田町、丸岡霞町、丸岡八幡町の区域の一部、丸岡松川町の区域の一部、丸岡乾町の区域の一部及び丸岡下田町のの区域の一部）、西瓜屋村の区域の一部、猪爪村の区域の一部、一本田村の区域の一部、一本田中村の区域の一部及び西里丸岡村の区域の一部の区域をもって、坂井郡丸岡町が発足する。
- 1955年（昭和30年）3月31日 - 坂井郡丸岡町、長畝村、竹田村、高椋村、鳴鹿村及び磯部村が合併して、改めて坂井郡丸岡町が発足する。
- 1955年（昭和30年）8月31日 - 坂井郡金津町の区域の内、大字坪江、大字川上、大字乗兼、大字堀水及び大字里竹田の区域を編入する。
- 1960年（昭和35年）4月1日 - 大字鳴鹿山鹿の区域を吉田郡志比村に編入する。
- 1967年（昭和42年）8月1日 - 坂井郡春江町及び丸岡町の区域の境界を変更する。
- 1970年（昭和45年）2月1日 - 坂井郡丸岡町及び吉田郡永平寺町の区域の境界を変更する。
- 1984年（昭和59年）3月1日 - 坂井郡丸岡町及び吉田郡松岡町の区域の境界を変更する。
- 2006年（平成18年）3月20日 - 坂井郡坂井町、春江町、丸岡町及び三国町が合併して、坂井市が発足する。

## 行政

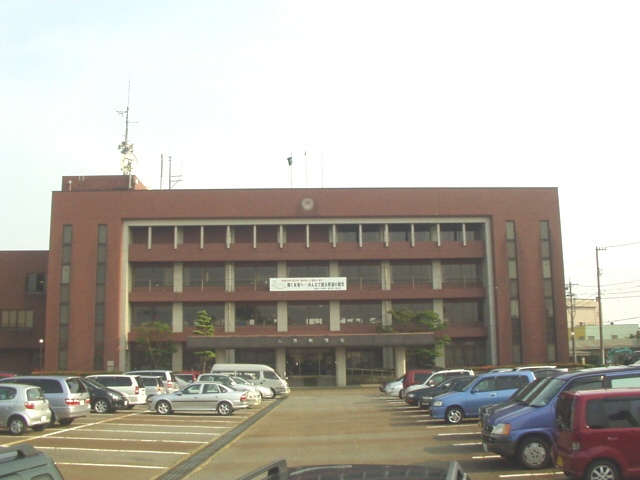
旧:丸岡町役場
現在は坂井市役所丸岡総合支所となっている

- 町長　林田恒正（1999年から）

## 経済
繊維産業、稲作が盛ん。また南東部に福井県産業情報センターを中心とした企業団地「ソフトパークふくい」があり、 隣接する福井県立大学（永平寺町）と産学協同の情報分野における研究開発がしやすい環境となっている。
- 産業人口（2005年国勢調査）
  - 第一次産業　　721人
  - 第二次産業　6,335人
  - 第三次産業 10,284人

## 姉妹都市・提携都市

### 日本国内
- 延岡市（宮崎県）
  - 1979年10月 姉妹都市提携
    - 延岡藩主だった有馬清純が丸岡藩主となって以来明治維新まで8代にわたって治めたのを縁に、丸岡城築城四百年にあたる1979年に姉妹都市提携を調印した。

### 日本国外
- アメリカ合衆国ポートランド市（アメリカ合衆国 オレゴン州）
  - 1998年11月 文化交流都市提携

## 交通

### 鉄道
2006年時点では鉄道は通じておらず、隣接する坂井郡坂井町にある西日本旅客鉄道（JR西日本）北陸本線丸岡駅が最寄駅だった。
1969年までは京福電鉄永平寺線、1968年までは京福電鉄丸岡線が町内を通っており、本丸岡駅などがあった。

### バス
- 京福バス
  - 町役場の東隣にある丸岡バスターミナルから、複数の路線がある福井駅前（福井市）、芦原温泉駅（あわら市）方面行きをはじめ、丸岡駅、永平寺門前（永平寺町）、松岡駅（永平寺町）などへのバスを運行、土曜・日曜・祝日には東尋坊（三国町）への快速便もある。このほか、福井駅前と福井県立大学・福井大学医学部（永平寺町）を結ぶ路線の一部が同町南部を通る。また福井駅からの小松空港（石川県小松市）連絡バス（福井鉄道との共同運行）は丸岡インター停留所に停車する。

### 道路
高速道路
町内にあるインターチェンジ：北陸自動車道 丸岡IC
一般国道
国道8号、国道364号
都道府県道
福井県道9号芦原丸岡線
福井県道10号丸岡川西線
福井県道17号勝山丸岡線
福井県道30号福井丸岡線
福井県道38号丸岡インター線
福井県道108号春江丸岡線
福井県道109号南横地芦原線
福井県道110号中川松岡線
福井県道112号栃神谷鳴鹿森田線
福井県道259号龍ヶ鼻ダム公園線

## 教育

### 高等学校
- 福井県立丸岡高等学校

### 中学校
- 丸岡町立丸岡中学校
- 丸岡町立丸岡中学校竹田分校
- 丸岡町立丸岡南中学校

### 小学校
- 丸岡町立磯部小学校
- 丸岡町立高椋小学校
- 丸岡町立竹田小学校
- 丸岡町立鳴鹿小学校
- 丸岡町立長畝小学校
- 丸岡町立平章小学校
- 丸岡町立明章小学校

### 特別支援学校
- 福井県立嶺北養護学校

## 娯楽
- 丸岡劇場 - 映画館
- 丸岡ムービー劇場 - 映画館

## 名所・旧跡・観光スポット
- 丸岡城
- 称念寺（新田義貞墓所）
- たけくらべ
- 越前竹人形の里
- 竹田の油あげ 谷口屋
- 丸岡スポーツランド

## 出身有名人
- 継体天皇 - 古墳時代の大王（天皇）
- 小葉田淳 - 歴史学者
- 馬場のぶえ - 元広島テレビ放送アナウンサー
- 安野由里子 - 元福井テレビジョン放送アナウンサー
- 荒川優 - 陸上競技選手
- 野沢香苗 - 二胡奏者
- 中野鈴子 - 詩人
- 中野重治 - 作家
- 西ゆうじ - 作家、脚本家